# Japorn
Japorn（和製英語）是泛指在美國、歐洲註冊但以日本作為主要銷售市場的成人视频制造商。狹義上而言，是專指成人视频制造商japorn.tv。

## 背景
日本本地成人视频制造商在發片前，必須先將作品送交給倫理團體進行审查通过才允许在日本贩售。但隨著網際網路的普及，公司在國外註冊法人規避审查制度，並通過網站販售至日本。

## 主要的AV片商
- Sky High Entertainment（スカイハイエンターテインメント）
- REDHOT Collection（レッドホットコレクション）
- Studio TERIYAKI（スタジオテリヤキ）
- Pink Puncher（ピンクパンチャー）
- Oriental Dream（オリエンタルドリーム）
- SASUKE（サスケ）
- Stage 2 Media（ステージ 2 メディア）
- CATCHEYE
- Samurai Porn（サムライポルノ），2005年10月28日開業，2010年9月24日停業。
- Kamikaze Entertainment（カミカゼエンターテインメント），2006年7月18日開業，2010年7月22日停業。
- Tora-Tora-Tora（トラトラトラ），2007年3月29日開業，2009年2月26日停業。
- MIKADO（ミカド），2008年10月31日開業，2010年2月4日停業。
- CATWALK Entertainment（キャットウォーク）
- Super Model Media（スーパーモデルメディア）
- MUGEN Entertainment（ムゲンエンターテインメント）
- Tokyo-Hot（東京熱）
- 1Pondo（一本道）
- Caribbeancom
- MOODYZ
- S1
- SOD (Soft On Demand)
- PRESTIGE
- KOKESHI

## 外部連結
- Japorn 官方網站 （页面存档备份，存于）